# Dasycyrton lanosus
Dasycyrton lanosus är en tvåvingeart som beskrevs av Artigas 1970. Dasycyrton lanosus ingår i släktet Dasycyrton och familjen rovflugor. Inga underarter finns listade i Catalogue of Life.